# Marina victoriae
Marina victoriae là một loài thực vật có hoa trong họ Đậu. Loài này được León de la Luz mô tả khoa học đầu tiên năm 2002.